# Frangipanisläktet
Frangipanisläktet (Plumeria) är ett släkte i familjen oleanderväxter med sju kända arter. Växten kallas också för Tempelblomma och beskrivs som ett litet träd, cirka 1,5–8 meter stort. Deras naturliga utbredningsområden är i tropiska Amerika. Man ser också planterad Plumeria utomhus på Sicilien och i delar av Grekland, Israel och Libanon. Barken är grågrön och ytan beskrivs bäst som fjällig. Den fjälliga ytan uppkommer av att löven faller av vintertid. När en kvist bryts eller när ett löv faller, blöder växten en vit mjölkaktig sav. Saven är giftig för djur och människa.
Färger på blommorna och bladens storlekar och former skiljer arterna åt.

## Blommorna
Plumerians blommor klassificeras i 5 olika färggrupper: röd, rosa, gul, vit och regnbåge. Färgens intensitet varierar beroende på blommans ålder. Blommor som nyss börjat blomma har starkare och mer intensiv färg, medan de blommor som snart blommat ut har betydligt blekare färg.
Blommans storlek påverkas också av värme. Varmare klimat ger större storlek på blomman, kallare klimat ger lite mindre blommor.
Blommorna är mycket väldoftande och har en livslängd på cirka 1 månad, innan de blommat ut.
Blommor som fallit ner till marken, kan tas till vara, om man lägger dem i en skål vatten kan blommorna leva vidare 1-2 vecka. Just detta förfarande att ha Plumerias blommor flytande i ett vattenkärl ser man ofta på Spa.
På Hawaii bärs blommorna som välkomnande girlanger runt halsen.

## Symbol
Växten har en unik överlevnadsstrategi genom att fördubbla sina grenar. Bryts en gren av kommer det att växa ut 2-3 nya grenar på det kapade ytan. Plumerians överlevnadskraft har gjort växten till en symbol bland annat inom buddhism.
Trädet har utvecklat en överlevnadsteknik genom att lagra vätska när regnperioden tillåter – då suger trädet upp mängder av vätska som lagras i stammen och används när den varmare perioden börjar. När torrperioden infaller börjar växten producera mängder av blomknoppar. En kaskad av blommor skjuter i höjden.
Plumerians blomma är också nationalblomma för många länder, till exempel i Nicaragua och Laos. Blommorna pryder sedlar, frimärken och mynt.

## Att odla Plumeria
Tänk hur växten lever i sitt ursprungsklimat. Värme, fukt, sol, jordsort påverkar plantan på olika sätt.
Plumerian har en stark överlevnadsstrategi. Plumeriaväxten tål mycket, men generellt tål den inte för mycket vatten. Ett bra råd är att inte vattna så pass att vatten blir liggande på krukfatet. Förse också krukans botten med lecakulor för bästa dränering.
Plumeriaväxten mår bäst i en luftfuktighet mellan 45 och 50 procent.